# جزيرة فيكتوريا (نيجيريا)
جزيرة فيكتوريا هي مدينة، ومدينة مينائية، في نيجيريا، تقع في ولاية لاغوس، بلغ عدد سكانها 217,362 نسمة.